# Texas Flood
Texas Flood är ett musikalbum av Stevie Ray Vaughan & Double Trouble som lanserades i juni 1983. Albumet var Vaughans debutalbum och gavs ut på Epic Records. Titeln kommer från Larry Davis låt "Texas Flood" från 1958 som finns med som cover på albumet. Låtarna "Pride and Joy" och "Love Struck Baby" släpptes som singlar.

## Låtlista
(kompositör inom parentes)
1. "Love Struck Baby" (Stevie Ray Vaughan) – 2:24
2. "Pride and Joy" (Vaughan) – 3:40
3. "Texas Flood" (Larry Davis, Joseph Wade Scott) – 5:21
4. "Tell Me" (Howlin' Wolf) – 2:49
5. "Testify" (Ronald Isley/O'Kelly Isley, Jr./Rudolph Isley) – 3:25
6. "Rude Mood" (Vaughan) – 4:40
7. "Mary Had a Little Lamb" (Buddy Guy) – 2:47
8. "Dirty Pool" (Doyle Bramhall, Vaughan) – 5:02
9. "I'm Cryin'" (Vaughan) – 3:42
10. "Lenny" (Vaughan) – 4:58

## Listplaceringar
- Billboard 200, USA: #38[1]
- RPM, Kanada: #15[2]
- Nya Zeeland: #16[3]